# Reuteria marqueti
Reuteria marqueti is een wants uit de familie van de blindwantsen (Miridae). De soort werd het eerst wetenschappelijk beschreven door Auguste Puton in 1875.

## Uiterlijk
De langwerpig ovale blindwants is, als volwassen dier, altijd macropteer (langvleugelig) en kan 4,5 tot 5 mm lang worden. De groenwitte wants met smaragdgroene vlekken is bedekt met witte haartjes. Het halsschild is witgrijs, het scutellum en de voorvleugels zijn groenwit Het kleurloos doorzichtige deel van de voorvleugels heeft groene aders die aan de buitenkant een zwart randje hebben. De punt van het uiteinde van het hoornachtige gedeelte van de voorvleugels is zwart. De pootjes zijn wit, de dijen lichtgroen. De antennes zijn geelwit, het eerste segment heeft een zwarte streep aan de zijkant.

## Leefwijze
Er is één generatie per jaar en de soort overleeft de winter als eitje. De volwassen wantsen worden van juli tot september waargenomen en leven op diverse loofbomen zoals hazelaar (Corylus avellana), linde (Tilia), iep (Ulmus) en es (Fraxinus).

## Leefgebied
De soort is voor het eerst in 1987 in Nederland gezien en is nog zeer zeldzaam. De verspreiding is Palearctisch, voornamelijk richting het Midden-Oosten.